# 張晉 (道光進士)
張晉（？年—？年），字捷三，雲南省呈貢縣人，道光二十七年（1847年）丁未科進士。

## 生平
中進士後，曾歷任河南偃師縣、南召縣、盧氏縣、寶豐縣、封丘縣知縣，所至有政聲。
咸豐八年（1858年），任盧氏縣知縣。